# Wilhelm Weber (fizyk)
Wilhelm Eduard Weber (ur. 24 października 1804 w Wittenberdze, zm. 23 czerwca 1891 w Getyndze) – niemiecki fizyk, badał magnetyzm i elektryczność. Laureat Medalu Copleya. W 1864 otrzymał cywilny Pour le Mérite za Naukę i Sztukę

## Życiorys
Urodził się w Wittenberdze, gdzie jego ojciec, Michael Weber, był profesorem teologii. William był drugim z braci Weberów: Ernesta Heinricha i Eduarda Friedricha. Wszyscy otrzymali wykształcenie.
W 1831 podjął pracę na Uniwersytecie w Getyndze, gdzie wraz z Gaussem zbudował bardzo czuły magnetometr do pomiaru natężenia pola magnetycznego, urządzenia do pomiaru prądu stałego i zmiennego, a także telegraf elektromagnetyczny (1833). Ogłosił szereg podstawowych prac z zakresu elektromagnetyzmu, wydanych pt. „Elektrodynamische Massbestimmungen” (1846-1877).

## Upamiętnienie
Na jego cześć jednostkę strumienia magnetycznego w układzie SI nazwano weberem.